# Сауэр, Марио
Ма́рио Са́уэр (словац. Mario Sauer; род. 15 мая 2004, Словакия) — словацкий футболист, полузащитник клуба «Жилина».

## Клубная карьера
Сауэр — воспитанник клубов «Рача», «Слован» и «Жилина». 16 мая 2021 года в матче против трнавского «Спартака» он дебютировал в Фортуна лиге в составе последнего. 19 февраля 2022 года в поединке против «Земплина» из Михаловце Марио забил свой первый гол за «Жилину».

## Международная карьера
В 2022 году Сауэр в составе юношеской сборной Словакии принял участие в домашнем юношеском чемпионате Европы. На турнире он сыграл в матчах против команд Франции, Италии, Румынии и Австрии.